# Frout
Pour les émissions d'air vaginales, voir Pet vaginal.
Le Frout est un petit affluent de l'Odet, le rejoignant à Quimper (Bretagne). Ce ruisseau prend sa source près de la ferme Kerancloarec (Ker an Kloareg), entre Ty Sanquer et le Stangala, dans la périphérie nord-nord-est de la ville.

## Étymologie
Son nom, froud en breton, signifie « torrent, courant d'eau impétueux et rapide ».

## Histoire
Jusqu'à la Révolution française, le Frout parcourait principalement le territoire de la paroisse de Cuzon. Cette dernière fut alors rattachée à la commune de Kerfeunteun, elle-même annexée à Quimper en 1960.

## Un ruisseau caché

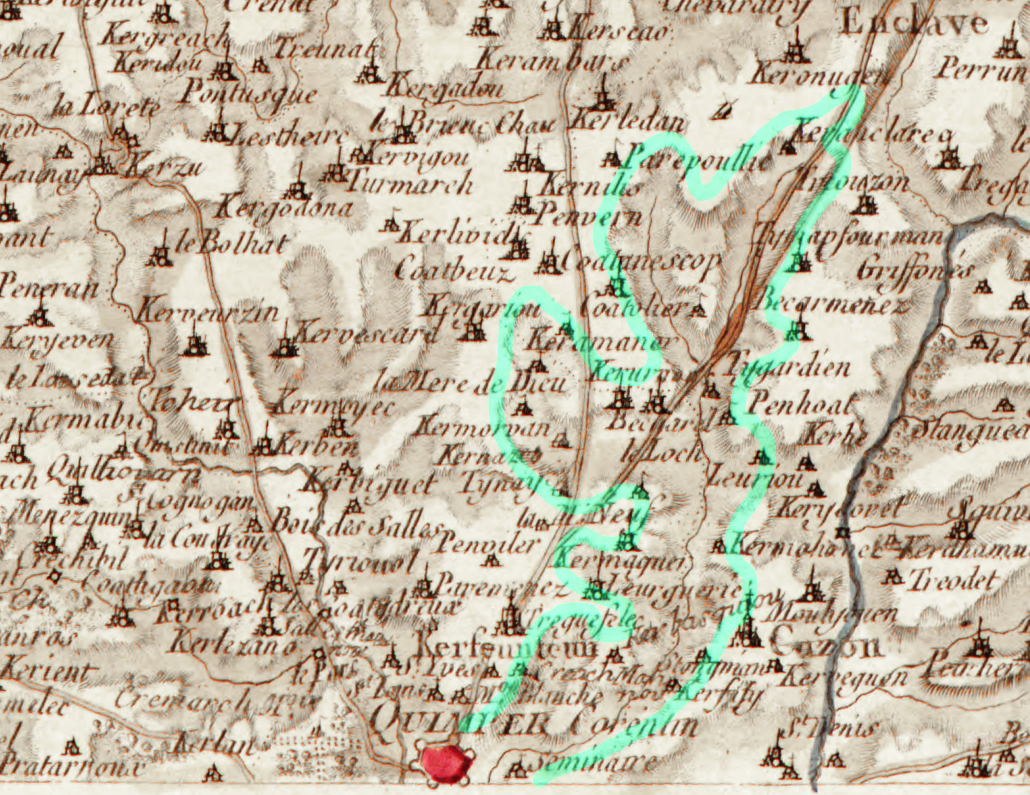
Le bassin du Frout au XVIIIe siècle, entouré de vert, d'après la Carte de Cassini (feuille 171).
En rouge, la ville close de Quimper.

De 6 km de longueur, et bien que ses abords soient difficilement accessibles, loin des routes, cachés par une végétation dense, et très encastrés au bas de la vallée, le ruisseau est toutefois à l'air libre depuis la ferme Kerancloarec jusqu'au chemin de Coat Billy. Ensuite, sur plusieurs kilomètres, une longue section du cours d'eau est aménagée sous la voie rapide contournant Quimper, entre les échangeurs Park Poullig et Al Loc'h.
Depuis 2008, au nord du rond-point de Tréqueffélec, est aménagé un bassin de rétention pouvant contenir 20 000 m3 en cas de fortes pluies. Ce bassin est longé par une promenade pour les piétons et les cyclistes jusqu'à l'échangeurs Al Loc'h, dont les travaux de 2011 ont à nouveau enfouit plusieurs centaines de mètres du ruisseau.
Une partie du parcours urbain du Frout est canalisé, alternativement caché entre deux bâtiments, par des jardins privatifs, ou passe sous les immeubles qui sont parallèles à la rue puis à la route de Brest. En aval de la place Alexandre Massé, il est enfoui le long des anciens remparts médiévaux pour rejaillir dans l'Odet, au niveau du 39 boulevard Amiral de Kerguélen.
Toutes ces raisons rendent son tracé assez méconnu par les riverains. Cependant, sa présence invisible est signalée près de la cathédrale Saint-Corentin par la rue qui porte son nom : la rue du Frout. Cette rue aboutissait anciennement à la porte des Réguaires (rak kaer en breton, « devant la forteresse »), puis au-delà des fortifications de la ville, à un pont le franchissant vers la rue du même nom.